# Aphanistes stigmatus
Aphanistes stigmatus là một loài tò vò trong họ Ichneumonidae.